# Діогу І де Візеу
Інфант Діогу де Візеу (порт. Diogo de Viseu, Infante de Portugal, 1450—1484) — португальський принц з Авіської династії, 4-й герцог Візеу та сеньйор де Ковілян, 3-й герцог Бежа і сеньйор де Мора (1472—1484).

## Біографія
Другий син інфанта Фернанду (1433—1470), 1-го герцога Бежа (1453—1470) та 2-го герцога Візеу (1460—1470), і Беатріс Португальської (1430—1506). Брати — інфанти Жуан і Мануел.
У 1472 році після смерті його бездітного старшого брата Жуанна Діогу успадкував його титули в володіння, став 4-м герцогом де Візеу та 3-м герцогом де Бежа, а також сеньйором де Ковільян і Мора.
Герцог Діогу де Візеу був популярною особистістю при дворі свого двоєрідного брата, португальського короля Жуана ІІ. Він разом з герцогом Фернанду II де Браганса став головним політичним супротивником для короля Жуана ІІ, який проводив політику централізації. Жуан ІІ прагнув обмежити владу аристократів, які користувалмсчя великою могутністю в період правління його батька Афонсу V.
Герцог Фернанду II Браганса, чоловік Ізабелли Візеу, рідної сестри Діогу, став першою жертвою гонінь короля Португалії Жуана II проти португальської знаті. В 1483 році він був поміщений у в'язницю, засуджений і страчений в місті Евора. Так як його сестра Елеонора Візеу була дружиною короля, Діогу думав, що він захищений від королівського гніву.
Діогу де Візеу став лідером дворянської опозиції, що виступала проти політики нового короля Жуана II (1481—1495). Він став готувати змову з метою вбивства короля і принца-наступника, розраховуючи після їх смерті зайняти королівський трон. В 1484 році португальський король Жуан II звинуватив герцога в державній зраді і особисто убив його.
Після загибелі Діогу його титули і володіння успадкував молодший брат, інфант Мануел (1469—1521), який в 1495 році вступив на королівський престол Португалії під ім'ям Мануела I.
Герцог Діогу ніколи не був одружений і не залишив після себе законних дітей. Під час візиту в Кастильське королівство у нього відбувся любовний роман з доньєю Елеонорою де Сотомайор і Португал (правнучка короля Португалії Педру I), від якого у Діогу народився позашлюбний син:
- Афонсу Португальський (1480–1504), 8-й коннетабль Португалії. Його дочка і спадкоємиця Беатріс Лара стала дружиною Педру де Менезіша, 3-го маркіза де Віла-Реал, 2-го графа де Алкотін і 3-го графа де Валенса.